# Монтрей (Па-де-Кале)
Монтре́й (фр. Montreuil) — муніципалітет у Франції, у регіоні О-де-Франс, департамент Па-де-Кале. Населення — 1893 особи (01.01.2021).
Муніципалітет розташований на відстані близько 185 км на північ від Парижа, 95 км на захід від Лілля, 75 км на захід від Арраса.

## Демографія
Динаміка населення (base Cassini de l'EHESS pour les nombres retenus jusque 1962, base Insee à partir de 1968 (population sans doubles comptes puis population municipale à partir de 2006) ·  ):
Розподіл населення за віком та статтю (2006):
| Стать | Всього | До 15 років | 15-24 | 25-44 | 45-64 | 65-85 | Понад 85 |
| --- | ------ | ----------- | ----- | ----- | ----- | ----- | -------- |
| Чоловіки | 1020   | 183         | 129   | 259   | 275   | 150   | 24       |
| Жінки | 1321   | 171         | 146   | 300   | 332   | 245   | 127      |
| \| Статево-вікова піраміда \| Статево-вікова піраміда \| Статево-вікова піраміда \| \| ----------------------- \| ----------------------- \| ----------------------- \| \| Чоловіки \| Вік \| Жінки \| \| 24 \| 85 + \| 127 \| \| 24 \| 80-84 \| 65 \| \| 65 \| 75-79 \| 85 \| \| 32 \| 70-74 \| 53 \| \| 29 \| 65-69 \| 42 \| \| 36 \| 60-64 \| 49 \| \| 61 \| 55-59 \| 77 \| \| 97 \| 50-54 \| 105 \| \| 81 \| 45-49 \| 101 \| \| 28 \| 40-44 \| 61 \| \| 65 \| 35-39 \| 73 \| \| 77 \| 30-34 \| 81 \| \| 89 \| 25-29 \| 85 \| \| 69 \| 20-24 \| 77 \| \| 60 \| 15-20 \| 69 \| \| 49 \| 10-14 \| 53 \| \| 69 \| 5-9 \| 73 \| \| 65 \| 0-4 \| 45 \| |        |             |       |       |       |       |          |
| Статево-вікова піраміда |        |             |       |       |       |       |          |
| Чоловіки | Вік    | Жінки       |       |       |       |       |          |
| 24 | 85 +   | 127         |       |       |       |       |          |
| 24 | 80-84  | 65          |       |       |       |       |          |
| 65 | 75-79  | 85          |       |       |       |       |          |
| 32 | 70-74  | 53          |       |       |       |       |          |
| 29 | 65-69  | 42          |       |       |       |       |          |
| 36 | 60-64  | 49          |       |       |       |       |          |
| 61 | 55-59  | 77          |       |       |       |       |          |
| 97 | 50-54  | 105         |       |       |       |       |          |
| 81 | 45-49  | 101         |       |       |       |       |          |
| 28 | 40-44  | 61          |       |       |       |       |          |
| 65 | 35-39  | 73          |       |       |       |       |          |
| 77 | 30-34  | 81          |       |       |       |       |          |
| 89 | 25-29  | 85          |       |       |       |       |          |
| 69 | 20-24  | 77          |       |       |       |       |          |
| 60 | 15-20  | 69          |       |       |       |       |          |
| 49 | 10-14  | 53          |       |       |       |       |          |
| 69 | 5-9    | 73          |       |       |       |       |          |
| 65 | 0-4    | 45          |       |       |       |       |          |

## Економіка
2010 року серед 1396 осіб працездатного віку (15—64 років) 987 були активними, 409 — неактивними (показник активності 70,7%, у 1999 році було 71,9%). З 987 активних мешканців працювала 881 особа (453 чоловіки та 428 жінок), безробітними було 106 (43 чоловіки та 63 жінки). Серед 409 неактивних 105 осіб було учнями чи студентами, 133 — пенсіонерами, 171 була неактивною з інших причин.

У 2010 році в муніципалітеті числилось 1026 оподаткованих домогосподарств, у яких проживали 2076,0 особи, медіана доходів виносила 16 873,5 євро на одного особоспоживача

## У художній літературі
Місто неодноразово згадується в романі Віктора Гюґо «Знедолені»: головному героєві твору Жанові Вальжану після звільнення з каторги вдається стати шанованим мешканцем цього міста, а згодом — і його мером. У деяких перекладах роману місто фігурує під назвою Монрейль-Приморський.